# Pallacanestro ai Giochi della XXIII Olimpiade
Il torneo di pallacanestro ai Giochi della XXIII Olimpiade si disputò a Los Angeles dal 29 luglio al 10 agosto 1984.
Gli Stati Uniti vinsero sia il torneo maschile sia quello femminile, sconfiggendo in finale rispettivamente la Spagna e la Corea del Sud. La competizione fu caratterizzata dall'assenza per boicottaggio di numerosi paesi del Blocco orientale, fra cui l'Unione Sovietica.

## Sedi delle partite
| Fase                             | Città       | Impianto  |
| -------------------------------- | ----------- | --------- |
| Torneo maschile Torneo femminile | Los Angeles | The Forum |

## Squadre partecipanti

### Torneo maschile
Le squadre partecipanti al torneo maschile furono 12. Oltre agli Stati Uniti, paese ospitante, si qualificarono di diritto le squadre vincitrici dei campionati continentali di Asia, Africa e Oceania. Stesso diritto ebbero le prime due classificate alle Olimpiadi 1980, cioè Jugoslavia e Italia.
Altre 3 posti vennero assegnati tramite il Torneo americano di qualificazione alle Olimpiadi 1984, che qualificò Brasile, Uruguay e Canada.
Il Torneo Europeo di Qualificazione Olimpica FIBA 1984 assegnò gli ultimi 3 posti per il torneo olimpico. Le prime tre squadre classificate furono: Unione Sovietica, Spagna e Francia. La successiva rinuncia dei sovietici permise l'accesso ai Giochi alla Germania Ovest, quarta classificata.
Paese ospitante
- Stati Uniti

Prime 2 alle Olimpiadi 1980
- Jugoslavia
- Italia

Vincitrice dei Campionati asiatici 1983
- Cina

Vincitrice dei Campionati Africani 1983
- Egitto

Ammesse tramite il Torneo europeo
- Francia
- Spagna
- Germania Ovest

Vincitrice dell'Oceania Championship 1983
- Australia

Ammesse tramite il Torneo americano
- Brasile
- Uruguay
- Canada

### Torneo femminile
Le squadre partecipanti all'edizione femminile dei Giochi furono 6, sebbene inizialmente avrebbero dovuto essere 8. Si qualificarono di diritto gli Stati Uniti in quanto paese ospitante, oltre all'Unione Sovietica campione del mondo nel 1983.
I posti assegnati tramite il Torneo Pre-Olimpico disputato a Santiago di Cuba dal 5 al 16 maggio 1984, erano inizialmente 6. Si qualificarono infatti: Cina, Jugoslavia, Canada, Ungheria, Cuba e Cecoslovacchia. Dopo la rinuncia dell'Unione Sovietica, Cuba, Cecoslovacchia e dell'Ungheria, furono ripescate l'Australia e la Corea del Sud.
Paese ospitante
- Stati Uniti

Ammesse tramite il Torneo Pre-Olimpico
- Cina
- Canada
- Jugoslavia
- Corea del Sud
- Australia

## Podi
| Evento           | Oro         | Argento       | Bronzo     |
| Torneo maschile  | Stati Uniti | Spagna        | Jugoslavia |
| Torneo femminile | Stati Uniti | Corea del Sud | Cina       |